# Tambillo (Esmeraldas)
Tambillo ist eine Ortschaft und eine Parroquia rural („ländliches Kirchspiel“) im Kanton San Lorenzo der ecuadorianischen Provinz Esmeraldas. Die Parroquia besitzt eine Fläche von 222,1 km². Beim Zensus im Jahr 2010 betrug die Einwohnerzahl 1743.

## Lage
Die Parroquia Tambillo an der Pazifikküste im Nordwesten von Ecuador. Im Südwesten reicht das Verwaltungsgebiet bis zum Unterlauf des Río Cayapas. Im Nordwesten wird das Areal von den Meeresstraßen Estero Atajo Grande und Canal de Limones begrenzt. Der Hauptort Tambillo befindet sich auf einer Insel am Canal de Limones. Er befindet sich 6,4 km westsüdwestlich vom Kantonshauptort San Lorenzo. 
Die Parroquia Tambillo grenzt im Südwesten an die Parroquia Borbón (Kanton Eloy Alfaro), im Nordwesten und im Norden an die Parroquias Valdez und Pampanal de Bolívar (beide ebenfalls im Kanton Eloy Alfaro), im Osten an die Parroquia San Lorenzo sowie im Süden an die Parroquia Concepción.

## Geschichte
Die Parroquia Tambillo wurde im Jahr 1958 gegründet.

## Ökologie
Die Küstengebiete liegen in der Reserva Ecológica Manglares Cayapas Mataje.